# ヒガサウミシダ
ヒガサウミシダ Lamprometra palmata (Mueller) は、棘皮動物門ウミユリ綱ウミシダ目トゲウミシダ科に属するウミシダの一つである。やや小柄な、日本南部以南での普通種の一つである。腕の模様が全体では同心円状となる。

## 特徴
腕の長さが8-10cm、ちょうど手のひらにのる程度の大きさで、この類ではやや小型に属する。腕の数は40-50本で、これは多い方である。全体に褐色系の体色で、腕には濃淡の帯があり、これが全体としてみると同心円状の模様に見える。ただし体色や斑紋には変化が多い。岩場に群生することが多い。和名は漢字表記すると日傘海羊歯で、岩場に群生した本種が腕を広げた様子が日傘を差した人の群れを思わせることにちなむ。

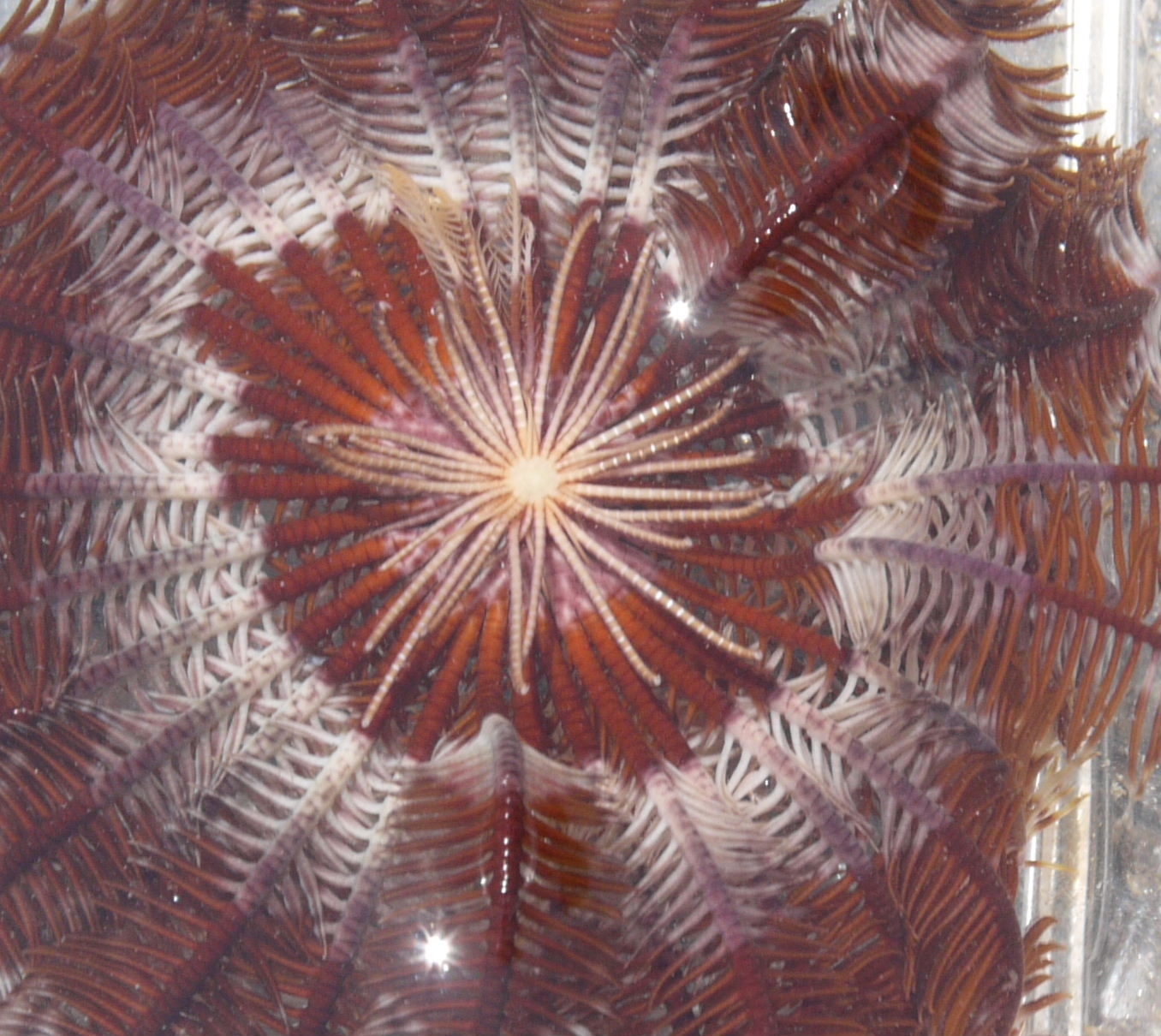
裏側・同心円状の斑紋がわかる

## 生息環境
潮下帯から下の浅い海に生息する。平らな岩の上に張り付くように腕を広げるのがよく見かけられる。遊泳力があり、30秒から1分程度泳ぎ続けることもある。

## 分布
広く熱帯海域に分布。日本では相模湾以南の太平洋岸から知られる。